# Fałszerz (powieść)
Fałszerz (ang. The Deceiver) – powieść autorstwa Fredericka Forsytha z 1991 roku opowiadająca o zwalnianym z pracy agencie SIS Samie McCready. W 2013 roku książkę wydano w Polsce pod zmienionym tytułem „Dezinformator”.

## Fabuła
„Fałszerz” to potoczne określenie szefa wydziału kamuflażu, dezinformacji i operacji psychologicznych w wywiadzie brytyjskim. W 1990, w związku z reorganizacją służb specjalnych, przełożeni dają mu do wyboru zmianę stanowiska lub przejście na wcześniejszą emeryturę. McCready zgłasza odwołanie od tej decyzji. Na rozprawie przedstawiane są ważniejsze sprawy, którymi się zajmował. Opowieści o tych wydarzeniach stanowią główne rozdziały książki, a przerywnikami są fragmenty rozprawy odwoławczej.
Do opisanych spraw należą:
- „Duma i krańcowe uprzedzenie” – sprawa z 1984 roku, kiedy McCready pracował w RFN,
- „Wiano panny młodej” – rok później, wątek akcji KGB przeciwko CIA,
- „Ofiara wojny” – rok 1987, akcja przeciwko IRA i Libii,
- „Podaruj mi trochę Sunshine” – rok 1989, sprawa niepodległości fikcyjnej karaibskiej wyspy, terytorium zależnego Wielkiej Brytanii.

Mimo przedstawienia ww. spraw, Sam McCready odchodzi na wcześniejszą emeryturę. W Epilogu czytelnik dowiaduje się o inwazji Iraku na Kuwejt.